# Eyvind Kang
Eyvind Kang est un violoniste, altiste, arrangeur et compositeur de musique américain né le 23 juin 1971 à Corvallis dans l'Oregon.
Eyvind Kang est né dans l'Oregon et a été élevé au Canada.
Il a joué du violon ou de l'alto avec de nombreux artistes de la scène indépendante et d'avant-garde nord-américaine, notamment John Zorn, Mike Patton, les Sun City Girls et Master Musicians of Bukkake.
Eyvind Kang est membre du groupe Secret Chiefs 3.
Il a assuré les arrangements de l'album Spine to the Sea du groupe The Stares.

## Quelques éléments de discographie
- 7 NADEs (1996)
- Sweetness of Sickness (1996/9)
- Theatre of Mineral NADEs (1998)
- Pieces of Time (1999)
- The Story Of Iceland (2000)
- Live Low To The Earth In The Iron Age (2002)
- Virginal Co-Ordinates (2003)
- Aestuarium (avec la chanteuse Jessika Kenney) (2005)
- Athlantis (Oratorio avec chœur, Mike Patton et Jessika Kenney en solistes)(2007)
- The Yelm Sessions (2007)
- The Narrow Garden (2012)
- Grass (2012)
- Alastor (Book of Angels vol 21, John Zorn) (2014)